# Jętka

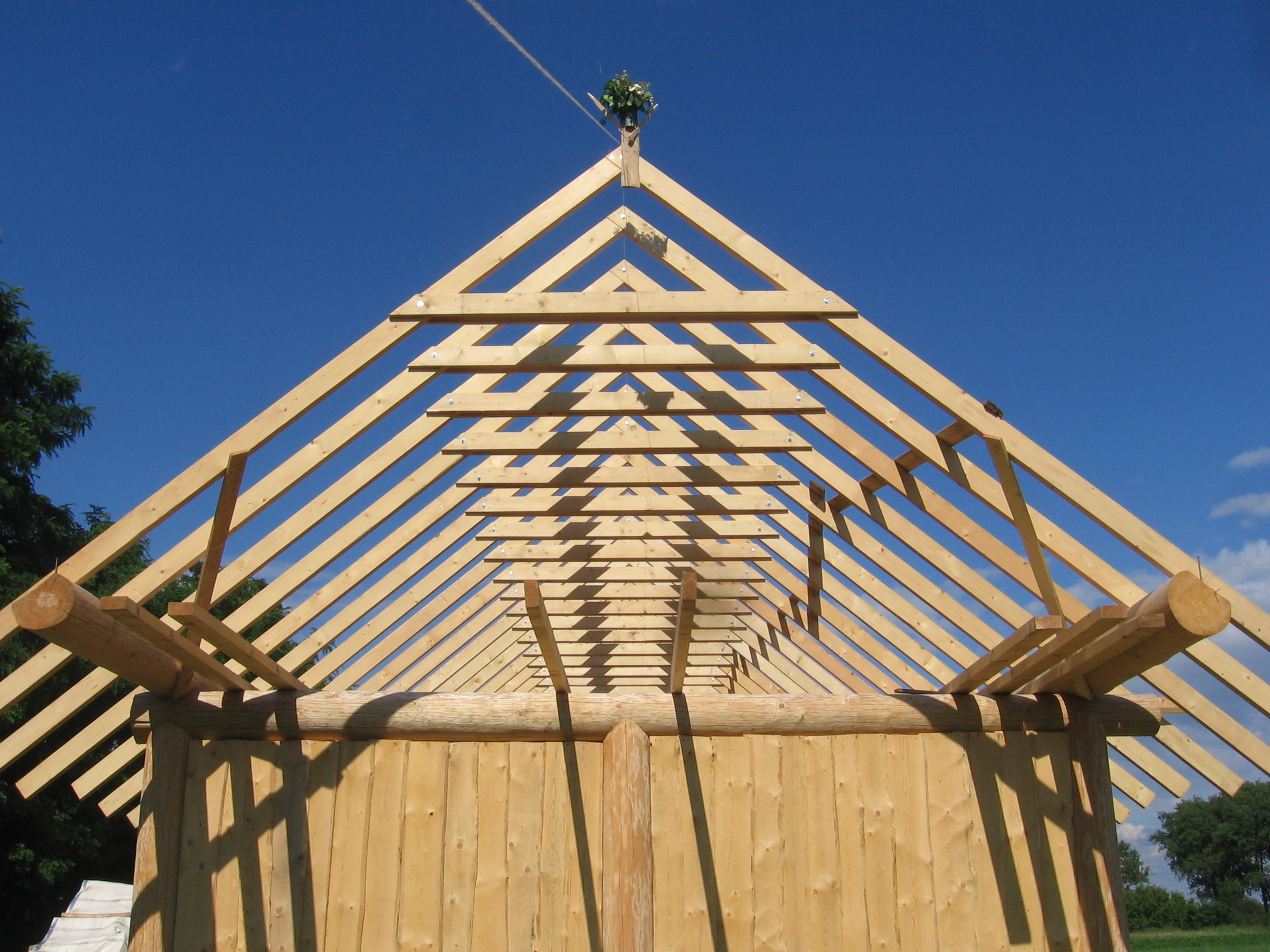
Więźba jętkowa

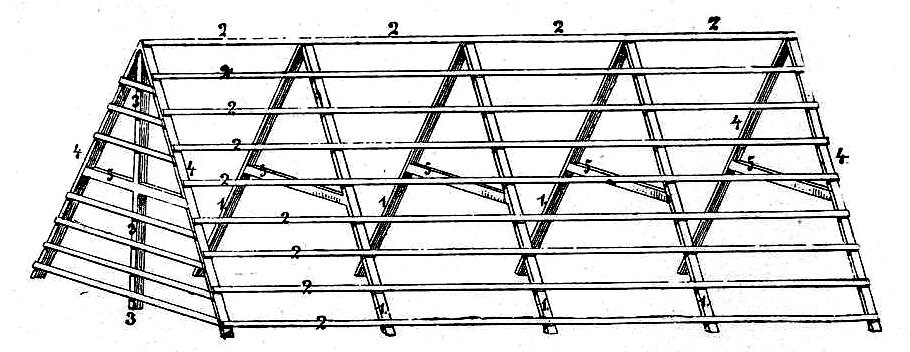
1, 4 – krokwie, 2 – łaty, 5 – jętki

Jętka (dawniej również: ambałek, bant, bont, pas) – pozioma belka w górnej części wiązara jętkowego podpierająca krokwie, stanowi dodatkowy element usztywniający wiązary, jest elementem ściskanym. Dzieli krokwie na dwa odcinki w proporcji 2 : 1, jej długość nie powinna przekraczać 3,5 m.
Jętki mocowane tuż przy kalenicy nazywane są grzędami.
Staropolska nazwa jętka pochodzi od wyrazu jąć, czyli trzymać. Jętka trzyma parę krokwi. W 1909 r. Zygmunt Gloger podawał, że nazwa jętka była wówczas używana powszechnie na Podlasiu i Mazowszu, natomiast w Małopolsce i Wielkopolsce była nieznana, ponieważ już dawno została wyparta przez nazwę niemieckiego pochodzenia bant. Obecnie jednak jętka jest powszechnie przyjętym terminem, natomiast słowniki nie notują wyrazu bant.